# Quercus hopeiensis
Quercus hopeiensis là một loài thực vật có hoa trong họ Cử. Loài này được Liou miêu tả khoa học đầu tiên năm 1936.